# Sällskapet för främjande av kyrklig själavård
Sällskapet för främjande af kyrklig själavård, även kallat Själavårdssällskapet, var en förening och kyrkligt sällskap som bildades i Stockholm 1893 ursprungligen med namnet Föreningen för väckande af kristligt församlingslif på kyrklig grund. 1960 bytte föreningen namn till Kyrkfrämjandet. 
Initiativ till föreningen togs av rotemannen Carl Alm (1861-1928) och prästen Elis Schröderheim (1863-1937). Bakgrunden var att förslaget från år 1892 av en kunglig kommitté att Stockholms största församlingar skulle delas, att fem nya kyrkor skulle byggas och att ytterligare 18 präster skulle anställas hade förkastats av samtliga kyrkostämmor i Stockholm. Stockholms befolkning var mer än tredubblats – från det tidiga 1770-talets dryga 70000 till omkring 250000 innevånare i slutet av 1892. För denna kvarts miljon människor fanns 31 församlingspräster tillgängliga – det vill säga 8000 innevånare per präst, jämfört 2000 innevånare per präst i landet i övrigt. 
Sällskapets syfte var att koordinera volontärer för socialt arbete, inte minst med koppling till kyrkan. Man var i synnerhet verksam i Stockholms utkanter. Man ville bilda opinion för att bygga nya kyrkor, att dela på stora församlingar och anställa fler präster. Man ville också samla in pengar för att avlöna dessa präster. Man var i huvudsak verksam i församlingar som Maria Magdalena församling, Katarina församling, Brännkyrka församling, Kungsholms församling, Engelbrekts församling, Oskars församling, S:t Johannes församling, Solna församling, Spånga-Kista församling och Ösmo församling. Man uppförde kyrkor i Liljeholmen, Duvbo och Helgalunden, och även i Hagalund och Enskede.
Som mest hade sällskapet två präster och en diakon. Man anordnade två större konferenser, en 1901 och en 1902, samt några mindre 1904, 1907 och 1913. 1904 grundade man även tidningen Församlingsbladet, som 1912 togs över av Diakonistyrelsen och sedermera blev "Vår kyrka" och "Kyrkan tidning"  Man bildade även Församlingsbyrån 1907, en förlagsverksamhet. 1914 började man samarbeta om att bygga kyrkor, kapell och församlingshus i arbetar- och industrisamhällen tillsammans med Diakonistyrelsen. I det samarbetet var man i huvudsak ansvarig för att samla in pengar och bygga kyrkor, i synnerhet flyttbara kyrkor. Den första flyttbara kyrkan byggdes 1900 i hörnet Thule- Frejgatorna i Vanadisområdet i norra delen av Johannes församling, benämnd Stefankapellet, 1904 flyttat till Liljeholmen, en annan 1918 i Helgalunden.
I slutet av 1910-talet hade sällskapet tusen medlemmar. 1918 var sällskapet starkt inblandati grundandet av Svenska kyrkans lekmannaförbund.
Under 1950-talet blev sällskapet en samlande kraft för fösamlingsförnyelse och uppförande av nya kyrkobyggnader. Därför valde man att år 1960 byta namn till Kyrkfrämjandet med det gamla namnet som underrubrik. Lars Ridderstedt var då generalskreterare för sällskapet.  År 1961 hade Kyrkfrämjandet 3000 medlemmar.  Delar av föreningens verksamhet uppgick i Kyrkans Byggnadsbyrå som etablerades i Stockholm år 1962 och Lars Ridderstedt var dess chef fram till 1972.  Vid sitt 70-årsjubileum 1963 var föreningen inblandad i planer för 25 nya kyrkor i Stor-Stockholms olika stadsdelar. 